# Kribi
Kribi este un oraș portuar și turistic din Camerun.